# Proissans
Proissans (okzitanisch Pruissans) ist eine aus einem Hauptort und mehreren Weilern (hameaux) und Einzelgehöften bestehende Gemeinde mit 1.086 Einwohnern (Stand: 1. Januar 2022) im Südosten des südfranzösischen Départements Dordogne in der Region Nouvelle-Aquitaine in der alten Kulturlandschaft des Périgord.

## Lage
Der Ort Proissans liegt gut sechs Kilometer (Fahrtstrecke) nordöstlich der Stadt Sarlat-la-Canéda bzw. circa 65 Kilometer südöstlich von Périgueux in einer Höhe von ca. 185 m ü. d. M. Das Klima ist gemäßigt und wird gleichermaßen vom Atlantik wie von den Bergen des Zentralmassivs beeinflusst; Regen fällt übers ganze Jahr verteilt. Im Gemeindegebiet entspringt das Flüsschen Enéa und entwässert zur Dordogne.

## Bevölkerungsentwicklung
| Jahr      | 1800 | 1851  | 1901 | 1954 | 1999 | 2014 |
| Einwohner | 965  | 1.019 | 868  | 537  | 761  | 987  |

Der kontinuierliche Bevölkerungsrückgang seit der zweiten Hälfte des 19. Jahrhunderts ist im Wesentlichen auf die Reblauskrise im Weinbau und die zunehmende Mechanisierung der Landwirtschaft sowie den jeweils damit einhergehenden Verlust an Arbeitsplätzen zurückzuführen. Der neuerliche Anstieg hängt ganz wesentlich mit der touristischen Entwicklung der Region zusammen.

## Wirtschaft
Die Bewohner der Gemeinde lebten jahrhundertelang als Selbstversorger von den Erträgen ihrer Felder und Gärten; daneben wurden auch Viehzucht, ein wenig Weinbau und die Anpflanzung von Esskastanien und Nussbäumen betrieben. Im Ort selbst siedelten Handwerker, Kleinhändler und Dienstleister. Seit den 1960er Jahren werden einige der leerstehenden Häuser als Ferienwohnungen (gîtes) genutzt. Auch die Forstwirtschaft spielt eine wichtige Rolle im Wirtschaftsleben der Gemeinde.

## Geschichte
Die erste urkundliche Erwähnung des Ortsnamens Proissanxs stammt aus dem Jahr 1365. Ob der Ort während des Hundertjährigen Krieges (1337–1453) oder in der Zeit der Hugenottenkriege (1562–1598) in Mitleidenschaft gezogen wurde, ist unklar.

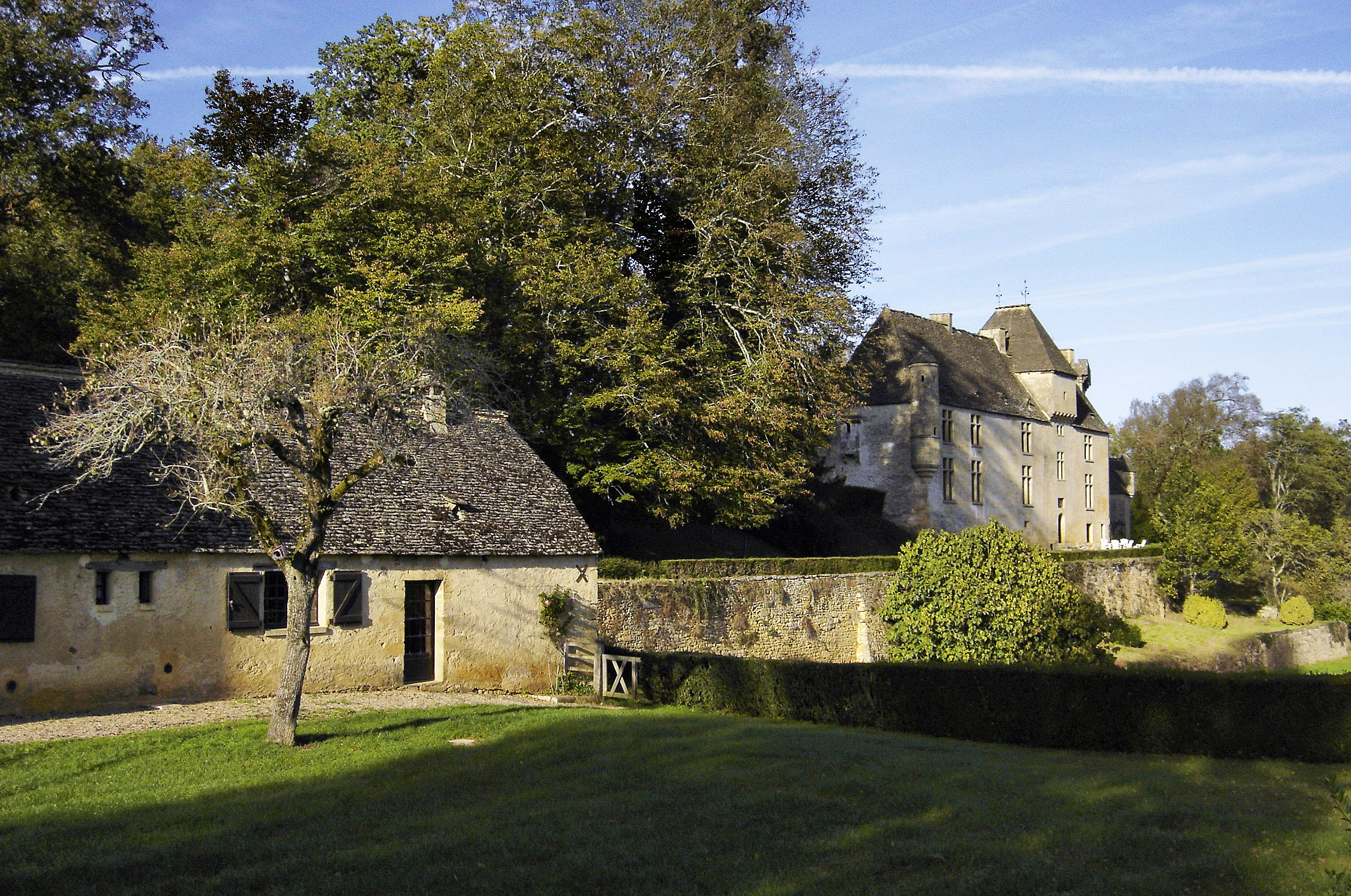
Château de La Roussie

## Sehenswürdigkeiten
- Die einschiffige Pfarrkirche Saint-Blaise wurde im 19. Jahrhundert auf den Fundamenten eines mittelalterlichen Vorgängerbaus neu errichtet. Nur die Apsis ist romanisch.
- Die meisten Häuser des Ortes haben ein kleines steinernes Wappenschild über dem Eingang; diese stammen jedoch aus neuerer Zeit.

Umgebung
- Das im 15./16. Jahrhundert erbaute Château de La Roussie liegt circa zwei Kilometer südlich des Ortes (44° 55′ 14″ N, 1° 15′ 10″ O). Es befindet sich in Privatbesitz, wurde jedoch im Jahr 1946 als Monument historique klassifiziert.[3]
- Das Manoir de Langlade wurde im 15. Jahrhundert erbaut und befindet sich circa drei Kilometer östlich des Ortes beim Weiler Langlade; es wurde im Jahr 1948 als Monument historique klassifiziert.[4]
- Das etwa gleichzeitig entstandene Manoir du Cluzeau liegt etwa drei Kilometer nördlich des Ortes (44° 57′ 0″ N, 1° 14′ 12″ O). Es befindet sich ebenfalls in Privatbesitz und wurde im Jahr 1970 als Monument historique klassifiziert.[5] In unmittelbarer Nähe steht ein Taubenhaus (pigeonnier).

## Persönlichkeiten
- Pierre Thibaud (1929–2004), Trompeter und Musikpädagoge